# Sarah Wood
Sarah Wood (* 20. Februar 1990) ist eine ehemalige australische Leichtathletin, die sich auf den Siebenkampf spezialisiert hat. 2015 wurde sie in dieser Disziplin Ozeanienmeisterin.

## Sportliche Laufbahn
Ihren einzigen internationalen Meisterschaftsantritt bestritt Sarah Wood bei den Ozeanienmeisterschaften 2015 in Cairns, bei denen sie mit 5052 Punkten die Goldmedaille gewann. 